# Gerhard Seel
Gerhard Seel (* 21. Oktober 1940 in Montabaur) ist ein deutscher Philosoph und Professor emeritus der Universität Bern.

## Leben
Nach der Promotion zum Dr. phil. bei Hans Wagner in Bonn am 18. Dezember 1968 und Habilitation an der Universität Bonn hat er eine Professur an der Université de Neuchâtel innegehabt. Ab 1988 lehrte er an der Universität Bern und als Gastprofessor an den Universitäten in Oxford, Berlin, Paris, Padua, Venedig, Salamanca, Salzburg, Bremen und Warschau; er war Mitglied des Institute for Advanced Study in Princeton.
Gerhard Seel hat nach einer Dissertation über Sartre zahlreiche Arbeiten über logische Probleme bei Aristoteles und anderen Autoren der Antike veröffentlicht.

## Schriften (Auswahl)
- Sartres Dialektik. Zur Methode und Begründung seiner Philosophie unter besonderer Berücksichtigung der Subjekts-, Zeit- und Werttheorie. Bonn 1971, ISBN 3-416-00638-0.
- Die aristotelische Modaltheorie. Berlin 1982, ISBN 3-11-008110-5.
- mit Jean-Pierre Schneider und Daniel Schulthess (Hg.): Ammonius and the Sea Battle. Berlin 2001, ISBN 3-11-016879-0.
- End of art – endings in art. La fin de l'art – les fins dans les arts. Ende der Kunst – Enden in der Kunst. Basel 2006, ISBN 3-7965-2193-2.
- Wie hätte Sartres Moralphilosophie ausgesehen?, in: T. König (Hg.), Sartre. Ein Kongreß, Reinbek 1988, 276–293.
- Hg.: Minderheiten, Migranten und die Staatengemeinschaft. Wer hat welche Rechte? Bern 2006, ISBN 3-03910-647-3.